# John Heard

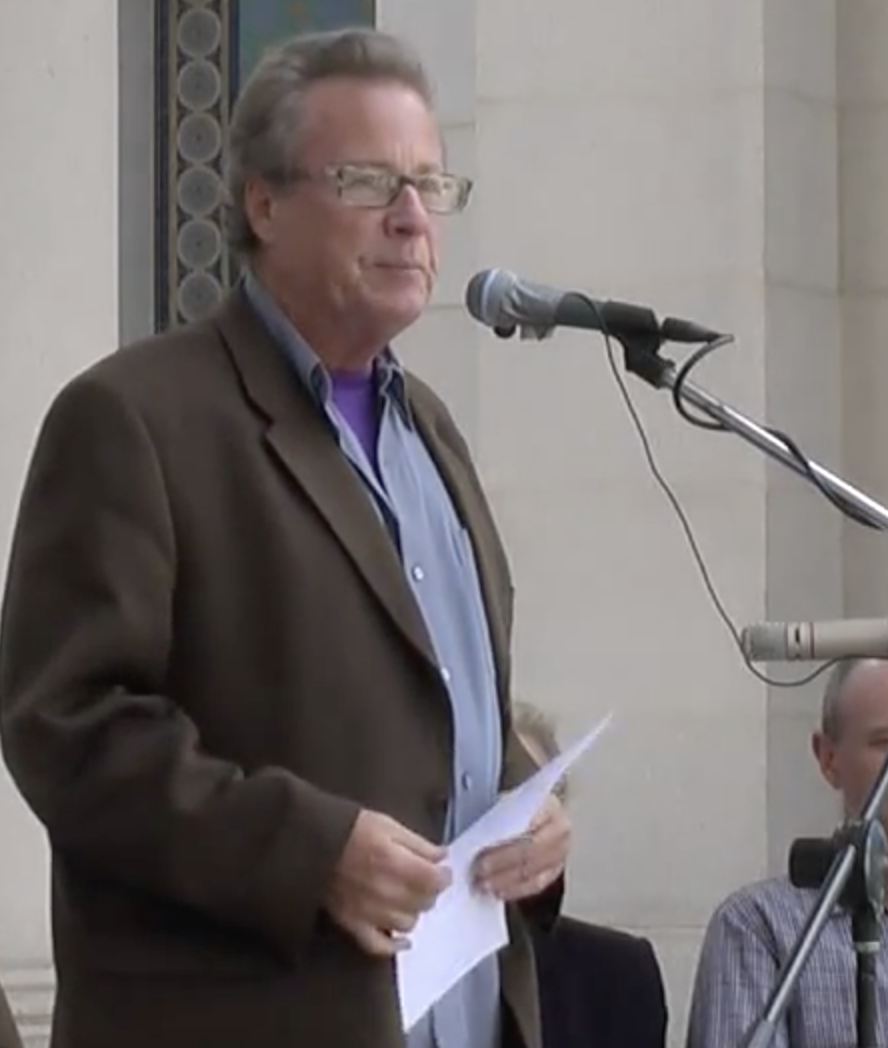
John Heard nel 2010

John Matthew Heard Jr. (Washington, 7 marzo 1946 – Palo Alto, 21 luglio 2017) è stato un attore statunitense.

## Biografia
Figlio di John e Helen Heard, aveva tre fratelli, tra cui Matthew, morto nel 1975. Laureatosi alla Clark University di Worcester, Heard iniziò a recitare nel circuito off-Broadway, vincendo l'Obie Award per le sue interpretazioni in Otello e in Split. Nel 1985 partecipò al film In viaggio verso Bountiful, e nel 1988 prese parte a Spiagge.
Caratterista conosciuto al grande pubblico soprattutto per la parte di Peter McCallister, il padre del protagonista Kevin, nel dittico di successo Mamma, ho perso l'aereo (1990) e Mamma, ho riperso l'aereo: mi sono smarrito a New York (1992), Heard fu attivo sul piccolo e grande schermo fin dalla metà degli anni settanta: recitò in ruoli minori sotto la direzione di Scorsese e Redford, e interpretò ruoli brevi ma importanti nelle serie televisive I Soprano (in cui era l'investigatore Vin Makazian), Prison Break e CSI: Miami. Nel 1993 partecipò al film Io e Veronica.
Morì il 21 luglio 2017, all'età di 71 anni, per un arresto cardiaco. Il suo corpo senza vita venne trovato dal suo staff personale in una camera d’albergo a Palo Alto. Venne sepolto nel vecchio cimitero a sud di Ipswich (Massachusetts). Pochi mesi prima Heard aveva perso il figlio ventiduenne Max, morto nel sonno nel dicembre 2016, anche lui in una stanza d'albergo.

## Vita privata
Nel 1979 sposò l'attrice Margot Kidder ma i due si lasciarono dopo appena 6 giorni. Nel 1987 ebbe un figlio, Jack, dall'attrice Melissa Leo. Nel 1988 sposò Sharon Sue Petersen, da cui ebbe due figli, Max e Annika; il matrimonio finì nel 1994 con un divorzio. Nel 2010 sposò Lana Pritchard, da cui divorziò dopo sei mesi.

## Filmografia

### Cinema
- Between the Lines, regia di Joan Micklin Silver (1977)
- Giovane amore (First Love), regia di Joan Darling (1977)
- Rush It, regia di Gary Youngman (1978)
- Alla maniera di Cutter (Cutter's Way), regia di Ivan Passer (1981)
- Il bacio della pantera (Cat People), regia di Paul Schrader (1982)
- Best Revenge, regia di John Trent (1984)
- C.H.U.D., regia di Douglas Cheek (1984)
- Catholic Boys (Heaven Help Us), regia di Michael Dinner (1985)
- Fuori orario (After Hours), regia di Martin Scorsese (1985)
- In viaggio verso Bountiful (The Trip to Bountiful), regia di Peter Masterson (1985)
- Milagro (The Milagro Beanfield War), regia di Robert Redford (1988)
- Spiagge (Beaches), regia di Garry Marshall (1988)
- Big, regia di Penny Marshall (1988)
- La settima profezia (The Seventh Sign), regia di Carl Schultz (1988)
- Betrayed - Tradita (Betrayed), regia di Costa-Gavras (1988)
- Uccidete la colomba bianca (The Package), regia di Andrew Davis (1989)
- Mamma, ho perso l'aereo (Home Alone), regia di Chris Columbus (1990)
- Risvegli (Awakenings), regia di Penny Marshall (1990)
- Doppio inganno (Deceived), regia di Damian Harris (1991)
- Rosa Scompiglio e i suoi amanti (Rambling Rose), regia di Martha Coolidge (1991)
- Il grande volo (Radio Flyer), regia di Richard Donner (1992)
- I gladiatori della strada (Gladiator), regia di Rowdy Herrington (1992)
- Waterland - Memorie d'amore (Waterland), regia di Stephen Gyllenhaal (1992)
- Mamma, ho riperso l'aereo: mi sono smarrito a New York (Home Alone 2: Lost in New York), regia di Chris Columbus (1992)
- Il rapporto Pelican (The Pelican Brief), regia di Alan J. Pakula (1993)
- Io e Veronica (Me and Veronica), regia di Don Scardino (1993)
- Nel centro del mirino (In the Line of Fire), regia di Wolfgang Petersen (1993)
- Prima e dopo (Before and After), regia di Barbet Schroeder (1996)
- Fuga dalla Casa Bianca (My Fellow Americans), regia di Peter Segal (1996)
- A proposito di uomini (Men), regia di Zoe Clarke-Williams (1997)
- Codice omicidio 187 (One Eight Seven), regia di Kevin Reynolds (1997)
- Omicidio in diretta (Snake Eyes), regia di Brian De Palma (1998)
- Desert Blue, regia di Morgan J. Freeman (1998)
- Animal Factory, regia di Steve Buscemi (2000)
- Pollock, regia di Ed Harris (2000)
- O come Otello (O), regia di Tim Blake Nelson (2001)
- White Chicks, regia di Keenen Ivory Wayans (2004)
- Edison City, regia di David J. Burke (2005)
- The Deal - Il compromesso (The Deal), regia di Harvey Kahn (2005)
- Kidnapped - Il rapimento (The Chumscrubber), regia di Arie Posin (2005)
- The Guardian - Salvataggio in mare (The Guardian), regia di Andrew Davis (2006)
- The Great Debaters - Il potere della parola (The Great Debaters), regia di Denzel Washington (2007)
- The Lucky Ones - Un viaggio inaspettato (The Lucky Ones), regia di Neil Burger (2008)
- Would You Rather, regia di David Guy Levy (2012)
- Runner, Runner, regia di Brad Furman (2013)
- Assalto a Wall Street (Assault on Wall Street), regia di Uwe Boll (2013)
- Boys of Abu Ghraib, regia di Luke Moran (2014)
- L'infermiera assassina (The Nurse), regia di Sam Irvin (2014)
- Jimmy Vestvood - Benvenuti in Amerika (Jimmy Vestvood: Amerikan Hero), regia di Jonathan Kesselman (2016)
- The Tale, regia di Jennifer Fox (2018)

### Televisione
- Valley Forge, regia di Fielder Cook – film TV (1975)
- The Scarlet Letter – miniserie TV (1979)
- Legs, regia di Jerrold Freedman – film TV (1983)
- Kate e Allie (Kate & Allie) – serie TV, episodio 1x06 (1984)
- Alfred Hitchcock presenta (Alfred Hitchcock Presents) – serie TV, episodio 1x08 (1985)
- Un salto nel buio (Tales from the Darkside) – serie TV, episodio 2x03 (1985)
- Miami Vice – serie TV, episodio 2x14 (1986)
- Un giustiziere a New York (The Equalizer) – serie TV, episodio 3x04 (1987)
- Tra il buio e la luce (Out on a Limb), regia di Robert Butler – miniserie TV (1987)
- Cross of Fire, regia di Paul Wendkos – film TV (1989)
- Screen Two – serie TV, 1 episodio (1989)
- Catastrofe in mare - Il disastro della Exxon Valdez (Dead Ahead: The Exxon Valdez Disaster), regia di Paul Seed – film TV (1992)
- Perché mamma lavora (Because Mommy Works), regia di Robert Markowitz – film TV (1994)
- Law & Order - I due volti della giustizia (Law & Order) – serie TV, 2 episodi (1994)
- American Masters – serie TV, 1 episodio (1995)
- Il cliente (The Client) – serie TV, 21 episodi (1995-1996)
- Oltre i limiti (The Outer Limits) – serie TV, episodio 1x12 (1995)
- I Soprano (The Sopranos) – serie TV, 5 episodi (1999-2004)
- Il dubbio di Muriel (The Wednesday Woman), regia di Christopher Leitch – film TV (2000)
- Perfect Murder, Perfect Town: JonBenét and the City of Boulder – miniserie TV, 1 episodio (2000)
- Law & Order: Criminal Intent – serie TV, episodio 1x08 (2001)
- The Big Heist, regia di Robert Markowitz – film TV (2001)
- Hack – serie TV, 1 episodio (2002)
- Il tocco di un angelo (Touched by an Angel) – serie TV, episodio 8x15 (2002)
- Law & Order - Unità vittime speciali (Law & Order: Special Victims Unit) – serie TV, episodio 4x05 (2002)
- Monday Night Mayhem, regia di Ernest Dickerson – film TV (2002)
- The Pilot's Wife, regia di Robert Markowitz – film TV (2002)
- In nome dell'onore (Word of Honor), regia di Robert Markowitz – film TV (2003)
- CSI: Miami – serie TV, 4 episodi (2003-2005)
- Jack & Bobby – serie TV, 5 episodi (2004-2005)
- Invasion - Il giorno delle locuste (Locusts: Day of Destruction), regia di David Jackson – film TV (2005)
- Numb3rs – serie TV, episodio 2x06 (2005)
- Prison Break – serie TV, 10 episodi (2005-2006)
- Battlestar Galactica – serie TV, episodio 2x17 (2006)
- Cavemen – serie TV, 1 episodio (2007)
- Entourage – serie TV, 2 episodi (2007-2010)
- My Own Worst Enemy – serie TV, episodio 1x07 (2008)
- Southland – serie TV, 2 episodi (2009)
- The Beast – serie TV, episodio 1x08 (2009)
- Gravity – serie TV, 3 episodi (2010)
- The Chicago Code – serie TV, 2 episodi (2011)
- Too Big to Fail - Il crollo dei giganti (Too Big to Fail), regia di Curtis Hanson – film TV (2011)
- Adam Devine's House Party – programma TV, 1 puntata (2013)
- Perception – serie TV, episodi 2x09-2x10 (2013)
- Sharknado, regia di Anthony Ferrante – film TV (2013)
- Tim & Eric's Bedtime Stories – serie TV, 1 episodio (2013)
- CSI - Scena del crimine (CSI: Crime Scene Investigation) – serie TV, episodio 14x15 (2014)
- Mistresses - Amanti (Mistresses) – serie TV, episodio 2x09 (2014)
- Modern Family – serie TV, episodio 5x15 (2014)
- NCIS: Los Angeles – serie TV, 3 episodi (2014)
- Person of Interest – serie TV, episodio 3x20 (2014)
- The Lizzie Borden Chronicles – miniserie TV, 2 episodi (2015)
- Elementary – serie TV, episodio 4x07 (2016)
- APB - A tutte le unità (APB) – serie TV, episodio 1x06 (2017)
- MacGyver – serie TV, episodio 1x10 (2017)
- Outsiders – serie TV, 1 episodio (2017)

## Doppiatori italiani
Nelle versioni in italiano delle opere in cui ha recitato, John Heard è stato doppiato da:
- Sergio Di Stefano in Alfred Hitchcock presenta, Tra il buio e la luce, Uccidete la colomba bianca, Il cliente, Pollock, Edison City
- Dario Penne ne Il grande volo, CSI - Scena del crimine, CSI: Miami, In nome dell'onore, NCIS: Los Angeles, Perception
- Carlo Valli in Mamma, ho perso l'aereo, Rosa Scompiglio e i suoi amanti, Mamma, ho riperso l'aereo: mi sono smarrito a New York, Silent Cradle, Elementary
- Michele Gammino in Io e Veronica, Animal Factory, Person of Interest, The Lizzie Borden Chronicles
- Francesco Prando in Catholic Boys, Il rapporto Pelican, I Soprano (ep. 5x11)
- Angelo Nicotra in The Lucky Ones - Un viaggio inaspettato, Southland
- Stefano De Sando in Law & Order - I due volti della giustizia (ep. 10x03), Law & Order - Unità vittime speciali
- Sandro Sardone in Nel centro del mirino, O come Otello
- Luca Biagini in A proposito di uomini, Codice omicidio 187
- Ambrogio Colombo in Omicidio in diretta, Too Big to Fail - Il crollo dei giganti
- Gino La Monica in Prison Break, APB - A tutte le unità
- Michele Kalamera in Sharknado, Jimmy Vestvood - Benvenuti in Amerika
- Stefano Carraro ne Il bacio della pantera
- Marcello Tusco in Miami Vice
- Massimo Rinaldi in Fuori orario
- Oreste Rizzini in In viaggio verso Bountiful
- Alessandro Rossi in Milagro
- Raffaele Uzzi in Spiagge
- Roberto Pedicini in Big
- Paolo Poiret in Betrayed - Tradita
- Pierluigi Astore in Catastrofe in mare - Il disastro della Exxon Valdez
- Rodolfo Bianchi ne I gladiatori della strada
- Claudio Fattoretto in Risvegli
- Paolo Buglioni in Law & Order - I due volti della giustizia (ep. 4x21)
- Mario Cordova in Doppio inganno
- Stefano Mondini in Prima e dopo
- Fabio Mazzari in Fuga dalla Casa Bianca
- Carlo Marini ne I Soprano
- Claudio Parachinetto in Law & Order: Criminal Intent
- Luciano Roffi in White Chicks
- Roberto Draghetti in Kidnapped - Il rapimento
- Franco Zucca in The Guardian - Salvataggio in mare
- Federico Danti in The Great Debaters - Il potere della parola
- Sergio Di Giulio in Modern Family
- Massimo Lodolo in Runner, Runner
- Stefano Santerini in Assalto a Wall Street
- Gianni Giuliano in The Tale